# Miantochora
Miantochora is een geslacht van vlinders van de familie spanners (Geometridae), uit de onderfamilie Ennominae.

## Soorten
- M. discalis Herbulot, 1954
- M. fletcheri Herbulot, 1954
- M. fontainei Herbulot, 1966
- M. griseata Carcasson, 1964
- M. gumppenbergi (Möschler, 1887)
- M. incolorata Warren, 1899
- M. interrupta (Bastelberger, 1907)
- M. lisa Herbulot, 1954
- M. picturata Herbulot, 1985
- M. polychroaria (Mabille, 1890)
- M. punctuligera (Mabille, 1879)
- M. restricta Herbulot, 1997
- M. rufaria (Swinhoe, 1904)
- M. subcaudata Herbulot, 1981
- M. venerata (Mabille, 1879)